# Коф (парусное судно)

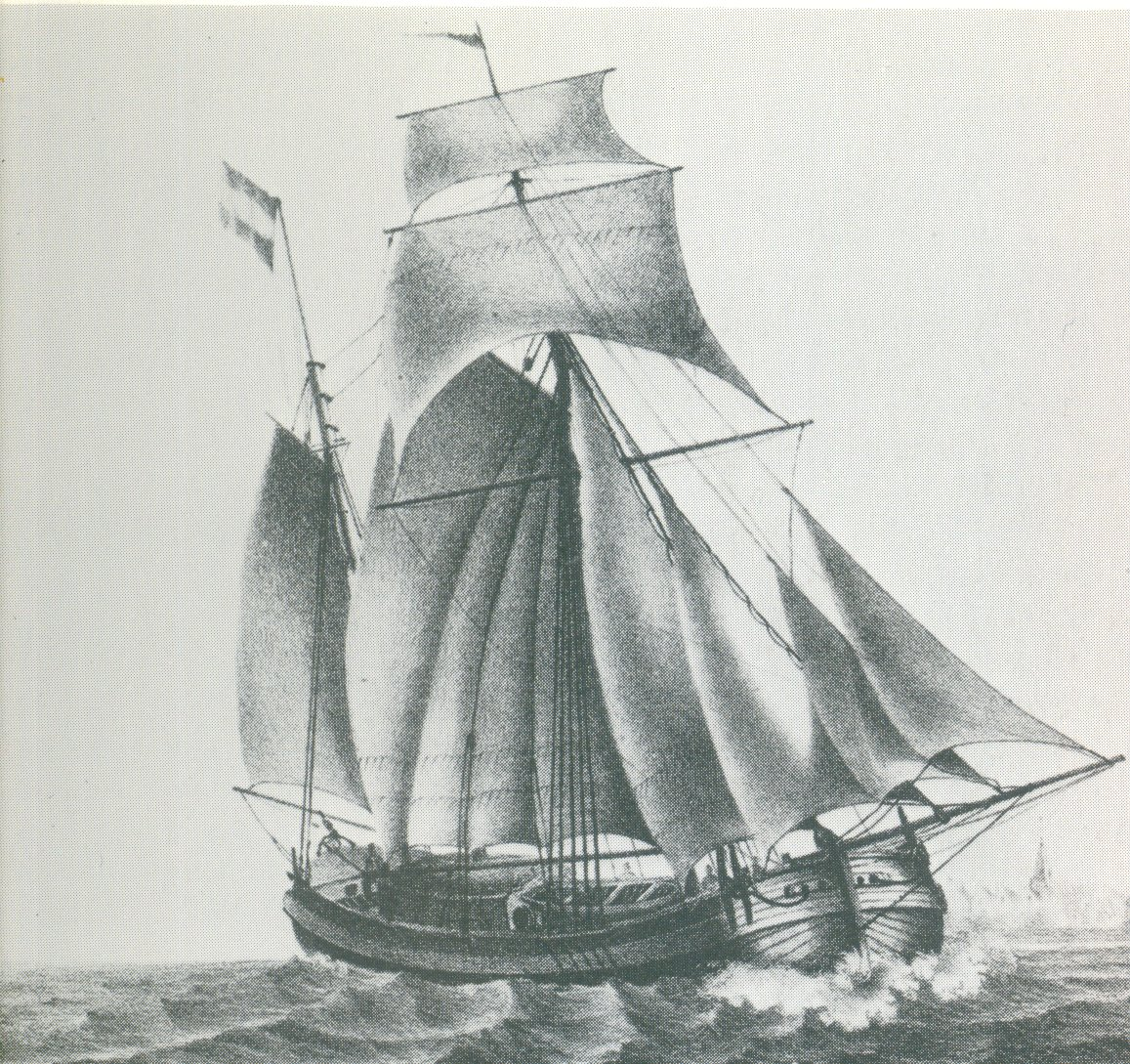
Коф под парусами, Амстердам, 1831

Коф (или куф) — парусное судно большого водоизмещения со шпринтовым парусным вооружением.
Это полные плостопостроенные суда, которые иногда несли боковые шверты (по Д. Стилу). Судно голландского происхождения, с двумя мачтами.
Когда коф шёл полным ветром, то дополнительно поднимали топсель, а на фок-мачте — брифок. Кроме того, в носовой части 2—3 стакселя. На рубеже XVIII—XIX веков коф, в основном, вооружали как галеас.